# Черрето-Лаціале
Черрето-Лаціале (італ. Cerreto Laziale) — муніципалітет в Італії, у регіоні Лаціо,  метрополійне місто Рим-Столиця.
Черрето-Лаціале розташоване на відстані близько 45 км на схід від Рима.
Населення — 1135 осіб (2014).
Щорічний фестиваль відбувається 20 січня. Покровитель — San Sebastiano.

## Демографія
Населення за роками:

Станом на 1 січня 2023 року в муніципалітеті офіційно проживало 95 іноземців з 10 країн, серед них 78 громадян країн Євросоюзу та 2 громадяни України.

## Сусідні муніципалітети
- Чичиліано
- Джерано
- Пізоніано
- Рокка-Кантерано
- Самбучі
- Сарачинеско